# Palaquium calophyllum
Palaquium calophyllum là một loài thực vật có hoa trong họ Hồng xiêm. Loài này được (Teijsm. & Binn.) Pierre ex Burck mô tả khoa học đầu tiên năm 1885.